# Servicio Nacional de Capacitación y Empleo
El Servicio Nacional de Capacitación y Empleo (más conocido por su acrónimo, Sence) es un organismo técnico del Estado de Chile, funcionalmente descentralizado, con personalidad jurídica de derecho público, que se relaciona con el gobierno a través del Ministerio del Trabajo y Previsión Social. Se creó durante la dictadura militar del general Augusto Pinochet el 8 de mayo de 1976, como resultado de la promulgación del decreto de ley n° 1446 Estatuto de Capacitación y Empleo.
El organismo tiene presencia en todo Chile, con la dirección nacional ubicada en Santiago y representación en las 16 capitales regionales del país.

## Misión
La misión del Sence, es que, a través de una oferta integrada de políticas, programas e instrumentos de calidad, se pueda mejorar la empleabilidad de quienes buscan trabajo o quieran mejorar sus trayectorias laborales, y acompañarlos durante los desafíos laborales que se les presentan. Con especial atención en apoyar la inserción y continuidad laboral de personas vulnerables.

## Funcionamiento

### Capacitación y apoyo a la contratación
El Sence como función primordial, implementa y administra acciones y programas de capacitación con foco en la empleabilidad de las personas y la productividad de las empresas. Realiza dicha labor a través de los siguientes estatutos:
1. Franquicia tributaria de capacitación
2. Programas de capacitación
3. Subsidios al empleo

### Iniciativas para la Búsqueda de Empleo
El Sence se encarga principalmente de promover y coordinar actividades de orientación ocupacional para las trabajadoras y trabajadores y personas desocupadas, a través de las iniciativas Busca Empleo. Para ello, es fundamental el rol que cumplen las Oficinas Municipales de Información Laboral (OMIL).

### Supervisar y fiscalizar
Una de las principales funciones del servicio es supervigilar el sistema nacional de capacitación y difundir información pública relevante para el funcionamiento eficiente de los agentes públicos y privados que actúan en dicho sistema.

### Analizar para mejorar la empleabilidad
Por otra parte, su objetivo institucional es conocer y analizar el comportamiento laboral a través de los Observatorios Laborales, para implementar acciones que incentiven la empleabilidad y fomenten la calidad de los servicios que presentan los Organismos Técnicos de Capacitación (OTEC).

### Otras iniciativas
El Sence financia programas a través de las siguientes líneas:
- Transferencias al Sector Público: Sence transfiere recursos a seis organismos del Estado- Fuerzas Armadas, Gendarmería, SENAME e INDAP- que presentan población en condiciones de vulnerabilidad social, para que se capaciten en oficios que les entreguen herramientas que promuevan su inserción laboral.[5]
- Proyecto +R: mesa de trabajo público-privada, que recoge la experiencia y buenas prácticas, en materias de intervención psico – laboral a población infractora de ley, basándose principalmente en los procesos realizados por Gendarmería de Chile, SENCE, Ministerio de Justicia y Derechos Humanos; y la Corporación Cimientos, ligada a la Cámara Chilena de la Construcción.[5]
- Fondo de Desarrollo Regional (FNDR): el Sence, en conformidad a las estrategias de desarrollo de los Gobiernos Regionales (GORE), financia programas de capacitación o iniciativas de empleo para que las personas con bajos niveles de escolaridad y calificación laboral puedan mejorar sus niveles de empleabilidad y participación en sectores productivos.[5]

## Organización
El organigrama del Servicio Nacional de Capacitación y Empleo es el siguiente:
Dirección Nacional
Gabinete
- Unidad de Canales y Atención a Personas
- Unidad de Tecnología de la Información
- Unidad de Auditoría Interna
- Unidad de Comunicaciones
- Unidad de Desarrollo Estratégico
- Departamento de Desarrollo y Regulación de Mercado
  - Unidad de Registro de Proveedores
  - Unidad de Desarrollo de Proveedores
  - Unidad de Evaluación
  - Unidad de Fiscalización
  - Unidad de Gestión Interna y Calidad
- Departamento de Empleo y Capacitación en Empresas
  - Unidad de Intermediación Laboral
  - Unidad de Gestión de Empresas
  - Unidad de Franquicia Trubutaria
  - Unidad de Subsidios al Empleo
- Departamento de Administración y Finanzas
  - Unidad de Gestión Financiera
  - Unidad de Administración
  - Unidad de Administración de Personas
  - Unidad de Desarrollo de Personas
- Departamento Jurídico
  - Unidad de Regulación
  - Unidad Judicial y de Recursos Administrativos
  - Unidad de Contratación Administrativa
  - Unidad de Asesoría en Registro de Organismos, Transparencias e Informes
  - Unidad de Procedimientos Disciplinarios, Administrativos y de Personal
- Departamento de Capacitación de Personas
  - Unidad de Gestión y Coordinación
  - Unidad de Formación en Oficios
  - Unidad de Transferencias a Terceros
  - Unidad de Bonos de Capacitación
  - Unidad de Competencias Laborales
  - Unidad de Reconversión Laboral y Cursos Online

## Directores nacionales
| Titular                          | Partido | Inicio                      | Final                    | Presidente                 |
| -------------------------------- | ------- | --------------------------- | ------------------------ | -------------------------- |
| Guillermo del Campo Campos       | Ind.    | 8 de mayo de 1976           | 1981                     | Augusto Pinochet Ugarte    |
| Máximo Silva Bafalluy            | Ind.    | 1981                        | 1982                     | Augusto Pinochet Ugarte    |
| Bernardita Fontova Costa         | Ind.    | 1982                        | 1986                     | Augusto Pinochet Ugarte    |
| Ricardo Hepp Dubiau              | Ind.    | 1986                        | 11 de marzo de 1990      | Augusto Pinochet Ugarte    |
| Mario Cerda Allende              |         | 11 de marzo de 1990         | 11 de marzo de 1994      | Patricio Aylwin Azócar     |
| Julio Valladares Muñoz           |         | 11 de marzo de 1994         | 1996                     | Eduardo Frei Ruiz-Tagle    |
| Ignacio Larraechea Loeser        |         | 1996                        | 11 de marzo de 2000      | Eduardo Frei Ruiz-Tagle    |
| Daniel Farcas Guendelman         | PPD     | 11 de marzo de 2000         | 30 de octubre de 2002    | Ricardo Lagos Escobar      |
| Jossie Escárate Müller           | Ind.    | 1 de noviembre de 2002      | 11 de marzo de 2006      | Ricardo Lagos Escobar      |
| Sergio Escobar Jofré             | Ind.    | marzo de 2006               | diciembre de 2006        | Michelle Bachelet Jeria    |
| Fernando Rouliez Fleck           | Ind.    | 11 de diciembre de 2006     | 15 de septiembre de 2009 | Michelle Bachelet Jeria    |
| Juan Manuel Castro Rebolledo (s) | Ind.    | 15 de septiembre de 2009    | 11 de marzo de 2010      | Michelle Bachelet Jeria    |
| Juan Manuel Castro Rebolledo (s) | Ind.    | 11 de marzo de 2010         | 27 de mayo de 2010       | Sebastián Piñera Echenique |
| José Miguel Berguño Cañas        | Ind.    | 27 de mayo de 2010          | 20 de agosto de 2011     | Sebastián Piñera Echenique |
| Juan Bennett Urrutia             | Ind.    | 1 de septiembre de 2012     | 11 de marzo de 2014      | Sebastián Piñera Echenique |
| Julio Salas Gutiérrez            | PS      | 18 de marzo de 2014         | 1 de julio de 2014       | Michelle Bachelet Jeria    |
| Pedro Goic Boroevic              | PDC     | 13 de octubre de 2014</ref> | 11 de marzo de 2018      | Michelle Bachelet Jeria    |
| Pedro Goic Boroevic              | PDC     | 11 de marzo de 2018         | 20 de abril de 2018      | Sebastián Piñera Echenique |
| Juan Manuel Santa Cruz Campaña   | Evópoli | 29 de junio de 2018         | 31 de enero de 2021      | Sebastián Piñera Echenique |
| Ricardo Ruiz de Viñaspre         | Ind.    | 16 de agosto de 2021        | 11 de marzo de 2022      | Sebastián Piñera Echenique |
| Ricardo Ruiz de Viñaspre         | Ind.    | 11 de marzo de 2022         | 1 de julio de 2022       | Gabriel Boric Font         |
| Rodrigo Valdivia (s)             | Ind.    | 1 de julio de 2022          | 23 de junio de 2023      | Gabriel Boric Font         |
| Romanina Morales Baltra          | Ind.    | 23 de junio de 2023         | En el cargo              | Gabriel Boric Font         |